# Mattias Pettersson
Mattias Pettersson, född 1980 i Jakarta i Indonesien, är en svensk tennisspelare. Han är uppvuxen i Njurundabommen samt Bredsand söder om Sundsvall.
I Sverige har Pettersson spelat för Söderhamns TK, Ljusdals TK samt Sundsvalls TK som han även vunnit ett lag-SM silver åt, tillsammans med bland andra Mikael Stadling och Daniel Waluszewski. 
Mattias Pettersson har varit proffs i tyska ligan 1999–2000 i staden Saarbrücken. Han har representerat RCS Saarbrücken samt TC Rotenbühl. 2013 gjorde han comeback i Tyska ligan för klubben TG Düsternbrook.
2017 deltog han i TV4-programmet ”Halv åtta hos mig”.